# 速檀马哈木
速檀马哈木（Mahmud Khan，？—1508年），是羽奴思的长子，速檀阿黑麻的哥哥。其父死后，他继承汗位，统治蒙兀儿斯坦〔今吉尔吉斯斯坦一带〕，弟弟速檀阿黑麻统治吐鲁番〔畏兀兒斯坦〕。他收留术赤之子昔班的后裔穆罕默德·昔班尼，昔班尼得到突厥斯坦城为封地，在1500年进入河中，得到撒马尔罕，推翻帖木儿帝国，建立乌兹别克汗国。接着入侵马哈木的领地塔什干，马哈木向弟弟速檀阿黑麻求救，结果兄弟二人都战败被俘虏。昔班尼不久将他们释放，阿黑麻气愤而死。马哈木成为昔班尼的臣属。1508年，阿黑麻的儿子赛德攻入伯父马哈木名义上的领地蒙兀儿斯坦，马哈木汗逃亡到乌兹别克汗国，他本人及其5个儿子被忘恩负义的昔班尼在苦盏附近全部处死。
| 前任： 羽奴思 | 东察合台汗国西部可汗（速檀） 1486年—1508年 | 繼任： 汗位归于速檀满速儿 |